# Municipi de Durbe
El municipi de Durbe (en letó: Durbes novads) és un dels 110 municipis de la República de Letònia, que es troba localitzat a l'oest del país bàltic, i que té com a capital la localitat de Durbe. El municipi va ser creat l'any 2000 després d'una reorganització territorial.

## Ciutats i zones rurals
- Parròquia de Dunalka (zona rural)
- Durbe (ciutat)
- Parròquia de Durbe (zona rural)
- Parròquia de Tadaiķu (zona rural)
- Parròquia de Vecpils (zona rural)

## Població i territori
La seva població està composta per un total de 3.484 persones (2009). La superfície del municipi té uns 320,7 kilòmetres quadrats, i la densitat poblacional és de 10,86 habitants per kilòmetre quadrat.